# Magsäck
Magsäcken, eller ventrikeln (latin: ventriculus, grekiska: gaster), är ett organ som ligger överst till vänster i bukhålan under mellangärdet. Magsäcken har en viktig funktion i matspjälkningssystemet, nämligen att bearbeta maten till en lös massa innan den avges till tolvfingertarmen. I magsäcken finns magsaften som bryter ner maten och dödar bakterier och virus.

## Magsäckens anatomi

1. fundus 2. curvatura major
3. corpus 4. antrum pyloricus
5. canalis pyloricus 6. pylorus-sfinktern
7. incisura angularis 8. curvatura minor
9. rugae E. matstrupen
D. tolvfingertarmen (bulbus och lite av den nedåtstigande delen).

Magsäcken ligger överst till vänster, i bukhålan, alldeles under mellangärdet. Framtill är den nästan helt täckt av levern och bröstkorgen. Den översta tjocka delen når normalt upp under den vänstra bröstvårtan medan den nedre ligger i maggropen. Till höger om magsäcken ligger levern, till vänster mjälten.
Strikt sett är magsäcken en utvidgning av matspjälkningskanalen mellan matstrupen och tolvfingertarmen (duodenum).
Den övre magmunnen (cardia) förbinder magsäcken med matstrupen och den nedre magmunnen (Pylorussfinktern) förbinder med tolvfingertarmen.
Magsäcken kan histologisk delas in i fundus, corpus och pylorus:
- Fundus (latin: fundus ventriculi) är magsäckens översta del och ligger ovanför övre magmunnen
- Corpus (latin: corpus ventriculi)
- Pylorus, eller antrum (latin: pars pylorica eller antrum ventriculi)

Anatomiskt brukar det vara uppdelat i ytterligare en del - kardia - som är delen vid övre magmunnen.
Insidan av magsäcken är starkt veckad. Mot curvatura major går vecken mer oregelbundet medan curvatura minor har mer vertikala veck vilket bildar en så kallad "highway". Det förmodas att intagen vätska tar denna "highway" ner till tolvfingertarmen medan fastare föda inte kan ta den i samma utsträckning.

## Funktioner
Magsäckens uppgift i kroppen är bland annat att blanda, sönderdela och desinficera bolus som kommer ner genom matstrupen. Detta görs av bland annat den sura magsaften. Denna består av saltsyra som produceras av parietalcellerna i fundus. Parietalcellerna producerar, förutom saltsyra, även intrinsic factor, ett protein som binder till vitamin B12 i chymus, maginnehållet. (Detta IF-vitamin-B12-komplex tas sedan upp i ileum.) Brist på saltsyra kallas aklorhydri. 
Pepsin är ett enzym som finns i magsäcken som bryter ner proteiner till aminosyror. Detta enzym bildas från pepsinogen, som frisätts från så kallade huvudceller (chief cells) i magsäcken. 
Kraftiga sammandragningar av den glatta muskulaturen i magsäcken sönderdelar samtidigt födan rent mekaniskt, och parallellt med magsäcken sker även en sammandragning av pylorussfinktern på grund av att pH sjunker i tolvfingertarmen. Detta ger att endast mindre mängder ventrikelinnehåll kan passera ut i tarmen åt gången och endast när dessa har en tillräckligt liten diameter. Magsäcken har förutom ovanstående en endokrin funktion och producerar hormoner.
Magsäcken är av ett extremt tåligt material för att kunna stå emot kraftiga syraattacker. Slemhinnans skikt mot ventrikellumen skyddas dels av ett lager alkaliskt slem och dels återbildas den mycket fort för att ersätta nedslitet material. Vid infektion av Helicobacter pylori, den enda nu kända bakterie som kan leva i magens låga pH (genom att själv neutralisera sin närmiljö), kan magsår uppkomma.
Det medicinska namnet på "kurrande mage" är borborygmus.